# توماس دونداس
توماس دونداس (انگلیسی: Thomas Dundas؛ ۳۰ ژوئن ۱۷۵۰ – ۳ ژوئن ۱۷۹۴ (۴۳ ساله)) فرد نظامی اهل پادشاهی بریتانیای کبیر بود.